# Нива, Гэйл
Гэйл Нива (англ. Gail Niwa; 14 ноября 1959, Чикаго — 9 февраля 2021, Нью-Йорк) — американская пианистка.
Родилась в семье музыкантов: отец — скрипач Рэймонд Нива (1922—2020), играл в Чикагском симфоническом оркестре в 1951—1997 гг., мать — Элоиза Нива, пианистка. Дебютировала с оркестром в восьмилетнем возрасте. Окончила Джульярдскую школу, ученица Адели Маркус. В 1987 году выиграла Вашингтонский международный конкурс исполнителей, в 1991 году — Международный конкурс пианистов имени Джины Бахауэр, получив наряду с гран-при приз зрительских симпатий и премию за ансамблевое музицирование.
Концертировала в разных городах США, а также в Канаде, Греции, Южной Корее, Нидерландах. В 1986 году была аккомпаниатором скрипача Дэвида Кима на VIII Международном конкурсе имени П. И. Чайковского. В 1999 году участвовала в записи саунд-трека к фильму «Фантазия 2000» (финал «Карнавала животных» Камиля Сен-Санса). Преподавала в Университете Южной Калифорнии.
Критика отмечала способность Нива завоевать расположение публики даже редким, сложным и невыигрышным материалом — таким, как «12 трансцендентных этюдов» Сергея Ляпунова или «Маски» Кароля Шимановского.
Брат — Дэвид Нива (1964—2022), скрипач, вице-концертмейстер Коламбусского симфонического оркестра.